# 重慶爆撃

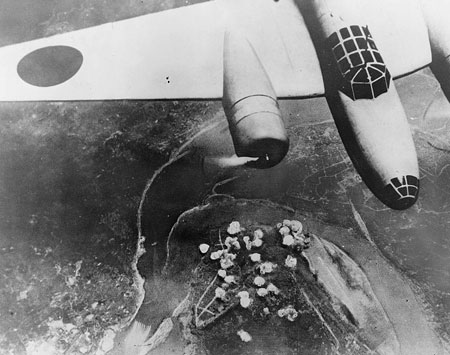
「陸鷲重慶對岸の軍事施設爆碎 (八月十九日)＝軍撮影」(『東京朝日新聞』昭和十五年八月二十四日 第一萬九千五百四十號)

重慶爆撃（じゅうけいばくげき）は、日中戦争中の1938年（昭和13年）12月から1941年（昭和16年）9月にかけ、大日本帝国陸海軍航空部隊が当時中華民国の首都であった重慶に対して反復実施した大規模な空襲。当初は飛行場・軍事施設・政府中枢機関などに目標を限定して爆撃した戦略爆撃とされたが、視界不良、爆撃精度、目標の位置の関係で、一般市民にも多くの被害を出し、無差別爆撃と批判され、さらに後には市街地を区分して隈なく絨毯爆撃が行われるようになり、実質的にも無差別爆撃と化していった。これについては、当初は中枢機関の破壊・為政者らの殺害を目的の筆頭においていたものの、その目的が果たせないため、首都機能の破壊と市民からの戦争継続反対の声が挙がることを狙って、一般住民らの無差別殺害を意図して、市街地全体を狙って爆撃を行うようになっていったものだとする説がある。

## 背景
1937年（昭和12年）の第二次上海事変の結果、日本軍は中華民国の首都南京を攻略し占領した（南京攻略戦）。これに対して、蔣介石の中国国民党政府は首都機能を南京から漢口に移転した。しかし漢口も陥落したため、さらに内陸である四川の重慶への首都移転を実行した。
大本営は、広大な中国大陸にこれ以上深入りして地上戦線を拡大することは、明らかに日本の国力戦力の限度を超えるものであり、全般情勢、特に対ソ連関係の変転に対応する戦略態勢の柔軟性を喪失するものと判断し、陸路からの攻撃を事実上断念した。

## 立案
こうした状況を受けて大本営は1938年（昭和13年）12月2日、中支那方面軍に対し「航空侵攻により敵の戦略中枢に攻撃を加えると共に航空撃滅戦の決行」との指示を出した。しかし、直ちに大規模な爆撃を行う能力は当時の日本陸・海軍には無く、また中国軍航空部隊の迎撃も無視する事は出来なかった。
中央統帥部は現地部隊に対し「航空侵攻作戦は概ね1939年（昭和14年）秋以降に実施するので、各部隊はそれを目処として、整備訓練に努めるように」と通達した。
稼働率や飛行性能の劣るイ式100型重爆撃機（イタリアフィアット社製BR.20）や防御火器が貧弱な九三式重爆撃機では、中国軍の迎撃や対空砲火で被害が増大したため、防備の固められた重慶に対しては、より新鋭の九七式重爆撃機、九六式陸上攻撃機を主体とする陸海軍航空兵力による長距離侵攻を実施する事となった。

## 作戦の実行

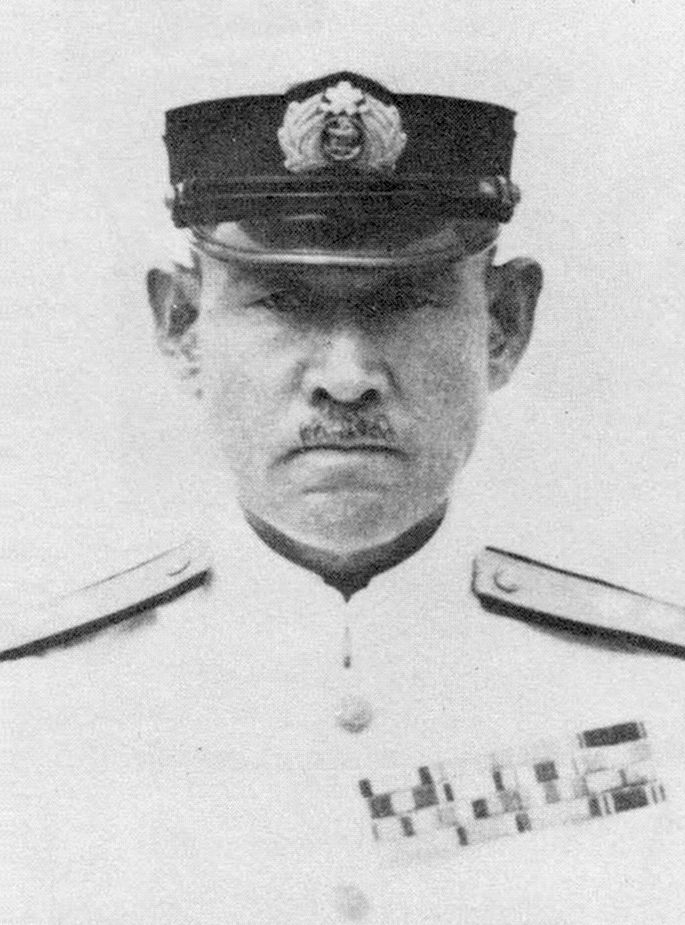
重慶爆撃を主導した井上成美支那方面艦隊参謀長

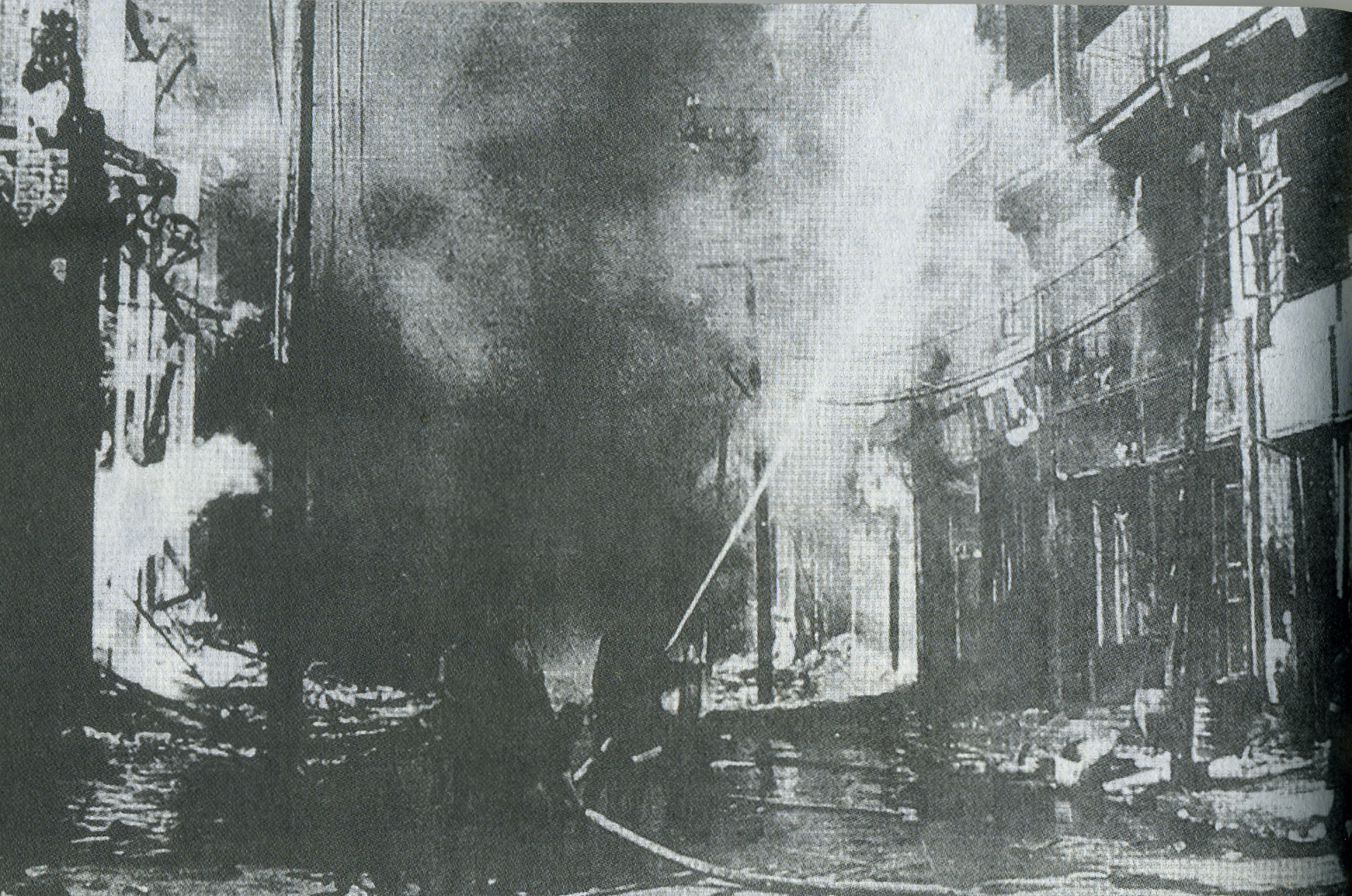
日本軍爆撃後の重慶（1941年）

1938年12月2日大本営は大陸命第241号を発令、華北・華中爆撃の企図について「政略中枢ヲ制圧擾乱スルト共ニ敵航空戦力ノ撃滅」と定め、「海軍ト協同スル」こととした。同12月26日最初の爆撃が中支那派遣軍が漢口の陸軍航空兵団に要請して行われた。1939年からは海軍航空隊も参加。爆撃は主に1939年（昭和14年）から1941年（昭和16年）の、視界が確保できる春から秋の間に行われ、投下した爆弾は1940年（昭和15年）には延べ4,333トンに達した。陸軍は運城、海軍は漢口及び孝感の飛行場から出撃した。重慶は中国の重要な工業都市でもあり、既に中国国民党政府の遷都前の1938年2月から試験的に爆撃が始まっていた。重慶爆撃に関する最初の 正式な命令である「大陸命 第二百四十一号」を受けて出された「大陸指第345号」では、その第6項に「在支各軍ハ特殊煙（あか筒、あか弾、みどり筒）ヲ使用スルコトヲ得、但シ之ガ使用ニ方リテハ市街地特ニ第三国人居住地域ヲ避ケ勉メテ煙ニ混用シ、厳ニガス使用ノ事実ヲ秘シ其痕跡ヲ残サザルガ如ク注意スベシ」とあり、初めから市街地爆撃があることを前提に、ガス弾の使用を市街地を避けることを条件に許可していた。既に陸軍航空本部は1937年の『航空部隊用法』において政略爆撃として、直接住民を空襲し敵国民に恐怖を与え戦争意志をくじく航空兵力用法も戦法の一つとして定めていた。防衛庁防衛研修所戦史室の『戦史叢書・中国方面陸軍航空作戦』によれば、1938年12月26日の爆撃の前日に陸軍第一飛行団長寺倉少将が「目標ハ両戦隊共重慶市街中央公園都軍公署（以下略）」としながらも「飛行団ハ主力ヲ以テ重慶市街ヲ攻撃シ敵政権ノ上下ヲ震撼セントス」という指示を出しており、無差別爆撃による恐怖戦術に発展しうる可能性を持っていた。
それでも当初は、飛行場、軍事施設等を目標としていたといわれるが、重慶の気候は霧がちで曇天の日が多いため目視での精密爆撃は難しく、目標施設以外に被害が発生することも多かった。そのため、実質上無差別爆撃ではないかとの批判を諸外国から受けることとなった。さらに、目標施設破壊の効果が挙がらないことから、目標周辺の住民や住居を焼払うことによって、首都機能の破壊と市民から反戦の声が挙がることを狙って、主に焼夷弾を使用して無差別爆撃が行われるようになっていったとされる。当時の日本側新聞では攻撃成果として、飛行場・軍需工場・政府機関等があがっているが、1939年頃には戦闘詳報に攻撃対象として軍事施設だけでなく、市街地が現れている。とくに一日の犠牲が大きかったのが1939年の5月3日(被害674人死亡、350人負傷、焼失家屋1,068部屋といわれる）と5月4日(被害3,318人死亡、1,973人負傷といわれる）で、中国では「五三・五四大空襲」として知られる。
さらに、後期になると、ピンポイント爆撃の精度に限界を迎えた日本軍は、軍事施設以外も含む無差別攻撃の形をとることとなった。海軍航空隊は百一号作戦を皮切りに、1940年5月18日から同年9月4日まで断続的に目標を限定しない爆撃を続けた。1941年5月下旬から6月末にかけて、四川省方面の敵航空兵力撃滅を狙った601号作戦を第1次、第2次と実施、さらに5月3日から8月にかけて百二号作戦として重慶爆撃が再開された。
一方で陸軍ではこの百一号作戦と百二号作戦に対して飛行部隊を一時協同させたものの、効果が薄く無意味かつ来るべき対ソ戦（北進論）・対米戦（南進論）に備えるべき中で燃料の消耗が激しいこと、非人道的・国際法に反する行為であるとして絨毯爆撃に強く反対する声があり、第3飛行団長として重慶爆撃を実施していた遠藤三郎陸軍少将が中止を主張、上級部隊である第3飛行集団長木下敏陸軍中将に「重慶爆撃無用論」を1941年9月3日に提出している。遠藤は実際に重慶を爆撃する九七式重爆に搭乗し、絨毯爆撃を行った旧市街はたしかに民家も何もかも灰燼に帰しているが其の周辺には新市街が出来て広がっているのを確認、それを理由に、重慶爆撃の無意味さを主張している。この「重慶爆撃無用論」は参謀本部作戦課にまで届き採用され、陸軍のその後の重慶爆撃中止に影響を与えたという。しかし、海軍航空隊の重慶爆撃が1941年9月1日の百二号作戦の打切りにより完全に終了したのちも、陸軍航空兵団による重慶爆撃自体は1943年8月23日まで続けられたという。

## 爆撃の効果

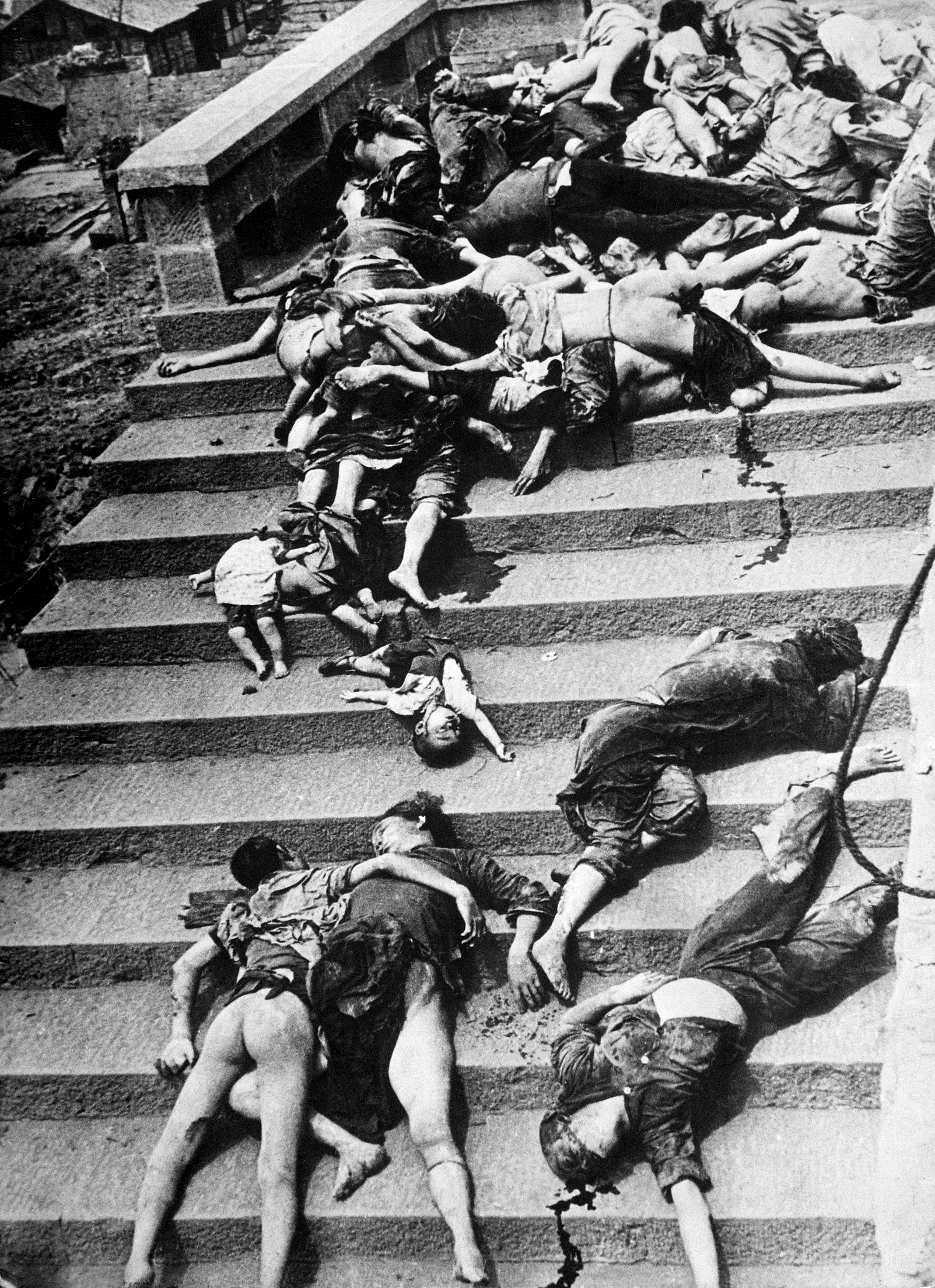
1941年6月5日の爆撃の際、防空壕で起こった事故により圧死・窒息死した犠牲者らの、外に運び出された遺体とされる写真（撮影：カール・マイダンス）LIFE誌（1941年7月28日号）

日本軍の航空部隊は蔣介石の国民党政府を屈服させることはできなかった。また、日本軍が諸外国の領事館のために安全地帯を設定すると、蒋介石はその近辺に自邸を移し、日本軍爆撃機が来ると近くの防空壕に直ちに夫人と避難したという。
1938年2月から1943年8月までに被害は死者11,889人、負傷者14,100人、焼失・破壊家屋2万余棟に上ったとされる。軍事ジャーナリストの前田哲男は確定でないとしながら死者1.1万から1.8万人、負傷者4万人という数字を挙げている。中国人研究者の江山は、中国に死者は2万人余り、負傷者は3万人を上回るとする研究があることを指摘する。
中国側は、疎開対策・空襲時交通整理・長時間避難時の食料日用品支給を担う「陪都空襲服務総部隊」、灯火管制・避難誘導・救助・消防等を担う「防護団」を組織し、彼らは危険な任務に当たり、殉職も多かったとされるが、都市戦略爆撃といった未曾有の事態に対して人々の意識や対処法は十分なものでなく、1941年6月5日には、防空壕に避難者が殺到し、多くの圧死や窒息による死者を出す事故も起きている。
（参照：重慶トンネル虐殺事件）
重慶には当時多数の難民が押し寄せていたが、斜面の多い砂岩の地形を利用して防空壕（現地では防空洞と呼ばれていた）は1937年から計画され始め、主に地下70メートル近く地下に多数掘られ、7本の大隧道と呼ばれる多数の枝トンネルを抱える大トンネルをはじめ、中国側は公共のものが600、私的なものが500、車両・倉庫用が100あり、重慶市民約45万を収容するに十分だとしていた。また、市街地内や周辺に高射砲陣地も構築され、日本軍機は高射砲の届かない高度4千から5千メートル台の高さから爆撃する形となった。後の一式陸攻は敵迎撃機の上昇不能な7,000メートルの高度を飛べたものの、とくに当初の九六式陸攻はそのような高度まで飛べず、零戦のような長距離戦闘機も存在せず、重慶のような奥地まで戦闘機掩護もない中で、日本軍の爆撃機隊にとっても決して安全な攻撃でも簡単な攻撃でもなかった。そのため、爆撃機隊は敵の迎撃戦闘機を避けるため夜間攻撃を主体に行い、軍事目標への正確な攻撃も困難で、それが無差別爆撃につながっていった原因とも見られている。

## 爆撃への評価
前田哲男は、日本軍が都市無差別爆撃を行ったことが、米軍が東京大空襲や広島・長崎への原爆投下へのためらいを弱めた可能性はあるとしている。これに対して吉見俊哉は、前田が、空襲によって外国資産に被害を生じた場合に誤爆の結果だとする体裁を日本軍が取りたかったために、無差別攻撃をしながら最後まで表面上は「重慶市内外軍事施設攻撃」の名分にこだわっていたと述べていることを指摘している。吉見は、重慶には欧米各国の外交機関や企業支社、教会、病院が多く立地し日本側は空爆を繰り返しながらも欧米の諸施設に被害が及ぶことを怖れていたため、日本側は無差別攻撃を否定し、その体裁を取り続けたというのである。実際に1940年6月には、日本政府は安全地帯を指定し、欧米領事館がそこに移転するよう勧告もしている。
当時、1人で重慶で取材をしながら、重慶爆撃を体験したアメリカ人ジャーナリスト、エドガー・スノーは、重慶爆撃を通じて日本軍が勝利するには、空からだけではなく、地上部隊の重慶突入が不可欠だと指摘した。張鴻鵬は「スノーのこの指摘は上述した遠藤三郎の主張と一致していると思う。」と主張した。吉田曠二によると、当時「日本の陸海軍部隊は長期に及ぶ重慶戦略爆撃で、その航空燃料と戦争資源を消耗し、80万人の陸軍の地上部隊もソ満国境から中国大陸の各地に分散したままで、とても重慶に集中して敵の首都に突入する余力は見出しえなかった。」という。
なお、四川省重慶、楽山、自貢、成都における日本軍爆撃による被害者188名が、当時の日本軍による爆撃行為を国際法違反として、日本政府に謝罪と賠償を求め、日本側協力者を得て2006年から2009年まで4次にわたって提訴した。国家無答責の法理により原告は敗訴したが、法廷意見は重慶爆撃は無差別爆撃であり、当時の国際慣習法に違反したとした。

## 重慶爆撃を題材とした作品

### 映画
- 『コールド・ガン1941』（2005年、中国、原題『冷枪1941』）
- 『エア・ストライク』（2018年、中国）

### ドキュメンタリー番組
- 「戦争のはじまり　重慶爆撃は何を招いたか」『NNNドキュメント』（2017年5月21日）日本テレビ[13]